# Psectrocladius sunabaabeus
Psectrocladius sunabaabeus är en tvåvingeart som beskrevs av Tanaka och Sasa 2001. Psectrocladius sunabaabeus ingår i släktet Psectrocladius och familjen fjädermyggor. Inga underarter finns listade i Catalogue of Life.